# 董湘毅
董湘毅（1951年—），女，原籍河北任丘，生于湖南长沙，中国射击运动员，中国人民解放军运动员。